# 新潟薬科大学付属医療技術専門学校
新潟薬科大学附属医療技術専門学校（にいがたやっかだいがくふぞくいりょうぎじゅつせんもんがっこう、英称：NIIGATA COLLEGE OF MEDICAL TECHNOLGY）は、新潟県新潟市西区真砂と同じ西区内の上新栄町の２つにキャンパスを置く専門学校である。2023年に新潟医療技術専門学校から名称変更をした。

## 沿革
- 1967年3月(昭和42年) - 学校法人新潟技術学園の設立認可。
- 1971年3月(昭和46年) - 新潟医療技術専門学校　臨床検査技師科養成所の指定。
- 1971年4月(昭和46年) - 新潟医療技術専門学校 臨床検査技師科が開校。
- 1976年2月(昭和51年) - 視能訓練士科養成所の指定。
- 1977年4月(昭和52年) - 視能訓練士科を開設。
- 1987年3月(昭和62年) - 新潟医療技術専門学校15周年記念式典挙行。
- 1992年4月(平成4年) - 学校法人新潟科学技術学園に法人名を改称。
- 1995年1月(平成7年) - 専門士の称号付与の認定[2]。
- 1998年3月(平成10年) - 救急救命士科養成所の指定。
- 1998年4月(平成10年) - 救急救命士科を開設。
- 1999年1月(平成11年) - 訪問介護員（ホームヘルパー）2級養成研修事業の指定。
- 2022年 - 臨床検査技師学科、看護学科の募集停止[3][4]
- 2023年（令和5年） - 「新潟薬科大学附属医療技術専門学校」へ学校名を変更。

## 学科
〒950-2074 新潟県新潟市西区真砂1-14-65
アクセス：JR越後線「小針駅」下車→徒歩約10分
2017年4月に新校舎が完成。国立病院機構西新潟中央病院と同じ敷地内に隣接しており、縦100m×横25m、3階建ての校舎。
2022年度を最後に募集停止し、看護学科と臨床検査技師学科科は同法人の新潟薬科大学の学部、視能訓練士科と救急救命士科は同大学の附属専門学校として移行した。。
- 新潟キャンパス
  - 視能訓練士科（3年）
  - 救急救命士科（3年）

〒950-2076 新潟県新潟市西区上新栄町5-13-3
アクセス：JR越後線寺尾駅下車→徒歩約20分